# Umibe no Étranger
Umibe no Étranger (海辺のエトランゼ?) è un manga yaoi serializzato dal 2013 al 2014 sulla rivista giapponese On Blue e successivamente raccolto in un unico volume. Un'edizione in lingua italiana è stata distribuita da Flashbook Edizioni.
L'opera gode di un seguito, Harukaze no Étranger.
Nel 2020 il manga ha avuto un adattamento animato cinematografico prodotto dallo Studio Hibari.

## Trama

I due protagonisti nel film.

Su una piccola isoletta a Okinawa si trova un piccolo villaggio dove le tradizioni giapponesi sono ancora assai vivide e rispettate in cui vive Shun Hashimoto, un giovane scrittore omosessuale, che soggiorna nella pensione di proprietà della propria nonna da quando, dopo aver fatto coming out proprio nel giorno del proprio matrimonio, è fuggito di casa lasciando la fidanzata e la famiglia.
Mio Chibana è un adolescente che ama trascorrere il tempo su una panchina osservando il mare.
Il loro primo incontro avviene sulla spiaggia. Shun è incuriosito e intrigato dal malinconico Mio che, dopo la morte del padre in mare, ha perso di recente anche la madre. Ora vive con i suoi zii ma si sente a disagio e così, dopo le lezioni, preferisce aspettare che si faccia sera prima di rientrare a casa. Poco tempo dopo essersi incontrati, proprio quando tra i due sta incominciando a nascere un'amicizia, Mio deve trasferirsi sull'isola principale dell'arcipelago per motivi legati ai suoi studi. I due si separano con la promessa, da parte del più giovane, di telefonarsi. Dopo tre anni Mio fa improvvisamente ritorno suscitando un grande stupore da parte di Shun il quale, nel frattempo, non ha mai ricevuto una sola sua telefonata ed è molto deluso. Mio, però, lo spiazza dichiarandogli il proprio amore.

## Personaggi
Shun Hashimoto (橋本 駿?, Hashimoto Shun)
Doppiatore giapponese: Taishi Murata (drama CD, film)
Shun è un romanziere gay di 27 anni (all'inizio della storia ne ha 24). Originario di Hokkaido si è trasferito su una piccola isola di Okinawa per vivere con sua nonna dopo che i suoi genitori hanno scoperto il suo orientamento sessuale. Sebbene sia attratto da Mio è riluttante a rivelare i suoi pensieri poiché, oltre ad aver subito nel corso degli anni un forte ostracismo per la sua omosessualità, è convinto che Mio non lo ricambierebbe. Dopo il ritorno di Mio sull'isola Shun sembra aver perso la sua spensieratezza ma grazie a quest'ultimo la ritroverà.
Mio Chibana (知花 実央?, Chibana Mio)
Doppiatore giapponese: Yoshitsugu Matsuoka (drama CD, film)
All'inizio della storia Mio è uno studente di 17 anni estremamente schivo a causa della precoce morte della madre. Dopo aver conosciuto Shun per breve periodo ed essersene segretamente innamorato si allontana dall'isola per 3 anni. Ormai ventenne Mio è un cameriere che decide di tornare da Shun per dichiaragli il proprio amore, anche se quest'ultimo inizialmente è restio ad accettare le sue avances.
Sakurako (桜子?)
Doppiatore giapponese: Yū Shimamura (drama CD, film)
Sakurako è l'amica d'infanzia di Shun che sapeva della sua omosessualità sin dai tempi del liceo. Attraverso un matrimonio combinato è stata anche la sua fidanzata fino a quando quest'ultimo non ha fatto coming out con i suoi genitori durante la cerimonia del matrimonio. Nonostante ciò, durante l'opera, Sakurako è ancora innamorata di lui.
Eri (絵理?)
Doppiatore giapponese: Ayumi Fujimura (drama CD)
Eri è una donna che in precedenza ha vissuto con Shun e sua nonna a Okinawa prima di trasferirsi a vivere con la sua ragazza Suzu.
Suzu (鈴?)
Doppiatore giapponese: Sayaka Nakaya (drama CD)
Suzu è la ragazza di Eri.
Fumi Hashimoto (橋本 ふみ?, Hashimoto Fumi)
Doppiatore giapponese: Kumiko Watanabe (drama CD)
Fumi è il fratello minore di Shun che è stato adottato da un orfanotrofio ed è cresciuto dalla sua famiglia durante la sua assenza. È innamorato di Sakurako e trova difficile accettare la relazione tra Shun e Mio.
Wada (和田?)
Wada era un compagno di classe di Shun durante gli anni del liceo. Ha scoperto Shun era gay dopo aver realizzato che si era invaghito lui. Sua moglie, Yoneko, è un'avvocata e fan dei lavori di Shun. Entrambi hanno una figlia di nome Chiho, nata dal primo matrimonio di Yoneko, che studia nella classe di Fumi.

## Pubblicazione

### Manga
| Nº | Data di prima pubblicazione | Data di prima pubblicazione | Data di prima pubblicazione | Data di prima pubblicazione |
| Nº | Giapponese                  | Giapponese                  | Italiano                    | Italiano                    |
| -- | --------------------------- | --------------------------- | --------------------------- | --------------------------- |
| 1  | 25 luglio 2014              | ISBN 978-4-39-678348-8      | 20 aprile 2018              | ISBN 978-88-6169-631-0      |

### Drama CD
Un adattamento audio del manga è uscito il 27 ottobre 2017.

### Anime

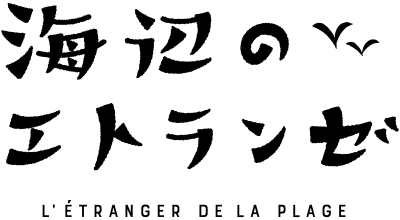
Logo del film.

Il film venne annunciato il 25 ottobre 2019 da Fuji TV come parte del progetto Blue Lynx relativo ai Boys' Love. L'opera è stata distribuita a partire dall'11 settembre 2020.

## Harukaze no Étranger
Il seguito dell'opera, che racconta delle vicende dei due protagonisti quando questi si ritrovano nel nord del Giappone, per la visita di Shun ai genitori.

## Critica
AnimeClick.it dà all'opera una valutazione positiva soffermandosi specialmente sullo stile di disegno: «Il tratto della mangaka è semplice, tondeggiante e leggero ma imprime forza e vitalità in ogni scorcio di paesaggio che rappresenta, nonché nelle espressioni dei suoi personaggi, nei loro sguardi e nel modo in cui si muovono. Il disegno delicato e l’atmosfera a tratti onirica di quest’isola fanno sembrare Umibe no étranger quasi una favola, una storia accaduta in un luogo fuori dal mondo in cui un piccolo miracolo è stato possibile».